# Ichneumon iodopterus
Ichneumon iodopterus là một loài tò vò trong họ Ichneumonidae.